# Operación Zeppelin
La Operación Zeppelin fue una gran operación de engaño militar dirigida por los británicos durante la Segunda Guerra Mundial. Formó parte de la Operación Bodyguard, un plan de distracción para la invasión de Normandia en 1944, tenía la intención de engañar a la inteligencia alemana en cuanto a los planes de invasión aliados en el teatro mediterráneo ese año. La operación fue planeada por el 'A' Force y puesta en práctica mediante el engaño visual y la desinformación.
La operación fue ejecutada en cinco fases entre febrero y julio de 1944. Detrás de cada etapa se desarrollaron varias amenazas de invasión contra Grecia, Albania, Croacia, Turquía, Bulgaria y Francia. Los pasos de la operación recibieron sus propios nombres de código. Vendetta se refirió a una amenaza hacia el sur de Francia cerca del día D, mientras que Turpitude fue el nombre en clave para la etapa final de Zeppelin, una amenaza terrestre para Grecia y Bulgaria.
No está claro cuánto impactó Zeppelin en la respuesta alemana en la región, aunque los objetivos del engaño fueron alcanzados (las fuerzas defensivas alemanas permanecieron en el Mediterráneo más allá del Día D). Durante la posguerra documentos de inteligencia alemanes indicaron que los aliados exageraron en los objetivos que Zeppelin pretendía. Sin embargo, el alto mando alemán no llegó a esperar una gran invasión en los Balcanes.

## Antecedentes
En 1944, en preparación para la Invasión de Normandia, los aliados llevaron a cabo una serie de engaños militares bajo el nombre de Operación Bodyguard. Era un gran plan estratégico con el objetivo de engañar al alto mando alemán en cuanto a las intenciones aliadas en 1944. Mientras que el objetivo principal de Bodyguard estaba en la invasión de Francia occidental, los planes adicionales apoyaron operaciones en el mediterráneo y Escandinavia.
En 1941, el 'A' Force (departamento en El Cairo encargado de las operaciones de engaño en el Norte de África) iniciaron una operación, llamada Operación Cascade, para inflar el número de tropas en la región mediante la creación de divisiones falsas. En 1943, el uso de formaciones nocionales había demostrado ser útil en el engaño, y la práctica formó la base de partes clave en Bodyguard. Los aliados invadieron Italia en septiembre de 1943 y al final del año habían ocupado la mayor parte del sur del país. Treinta y ocho divisiones fueron desplegadas a través del mediterráneo, principalmente en Italia y algunas en el norte de África.
La serie de engaños que ocurrieron en el Mediterráneo fueron parte de Bodyguard y recibieron el nombre clave de Zeppelin, incluyendo sus fases llamadas Vendetta y Turpitude. Su principal objetivo era que la defensa alemana permaneciera en la región, pero sin representar una gran amenaza al sur de Francia (hasta que los aliados decidieran si realizar o no los desembarques allí).
La planificación de la operación fue iniciada por el 'A' Force en enero de 1944. El engaño requirió un aumento en las tropas ficticias que la Operación Cascada había creado. La Operación Wantage tuvo éxito desde Cascade el 6 de febrero con el objetivo de inflar las tropas aliadas en un treinta por ciento.

## Operación
Zeppelin, incluyendo sus planes Vendetta y Turpitude, se enfocó en que los alemanes mantuvieran tropas en el sur de Francia y los Balcanes. Su objetivo era, a principios de 1944, distraer la atención de una posible invasión aliada del sur de Francia (Operación Dragoon) creando una amenaza ficticia contra Creta y Croacia. También tenía la intención de que los alemanes permanecieran en el Mediterráneo Oriental para que no se re-desplegaran a Francia durante la campaña Aliada. La "historia" de Zeppelin sería que el Duodécimo Ejército británico se estaba preparando para un aterrizaje anfibio, desde el norte de África hasta los Balcanes, apoyado por una invasión soviética por tierra a Albania y las fuerzas polacas organizadas fuera de Italia.
Zeppelin fue puesto a través de varios medios. Los agentes dobles transmitieron mensajes sobre los movimientos de tropas, formaciones ficticias y tráfico de radio, y se realizaron búsquedas para guías y mapas locales, como se haría en preparación para una invasión real. Cerca de 600 mensajes fueron enviados a través de los agentes, que se utilizaron ampliamente y con un riesgo considerable de exposición. . Las formaciones ficticias fueron creadas en Italia y Libia, el Coronel Víctor Jones comenzó a representar tanto una División Armada como una Aerotransportada cerca de Tobruk para la primera etapa de la operación.
La primera etapa de Zeppelin comenzó el 8 de febrero, con amenazas a Grecia y Creta. Una fecha provisional para la supuesta invasión se fijó el 29 de marzo (para aprovechar la luna llena). El 10 de marzo la operación pasó a una segunda etapa, donde la operación se retrasaba hasta abril y mayo para unirse a una supuesta invasión rusa de Bulgaria. En la segunda etapa se comunicó a través de un sub-plan llamado Dungloe, con la participación de agentes dobles en Inglaterra. Anteriormente los alemanes enviaban mensajes de radio informando a líderes amistosos en Yugoslavia de las fechas previstas de la invasión y de cualquier retraso.
La tercera etapa de Zeppelin implicó un retraso hasta el 21 de mayo, basándose en que los rusos habían pedido que se sincronizaran con sus propios planes de invasión. Esto se desarrolló del 21 de abril al 9 de mayo, cuando se introdujo una revisión importante de los planes (etapa cuatro). El duodécimo ejército británico y las fuerzas polacas aterrizarían en Albania y Croacia, pasando por alto Grecia debido a un motín dentro de las fuerzas griegas aliadas en África, con una invasión fijada en junio. También se agregó una invasión importante del sur de Francia, con el nombre clave Vendetta.

### Vendetta
Los aliados ya habían decidido montar una invasión al sur de Francia (Dragoon), que ocurrió en agosto de 1944. Vendetta se acordó en la primera semana de mayo y el engaño comenzó el 9 de mayo. Su objetivo era detener a las fuerzas alemanas en el sur de Francia hasta veinticinco días después de los desembarcos de Normandía. El plan amenazó con un aterrizaje cerca de Sète (elegido por su distancia de sitio del aterrizaje de Dragoon) por el séptimo ejército de los Estados Unidos, consistiendo en divisiones ficticias y algunas unidades francesas. Vendetta fue apoyada por un engaño diplomático, Operación Royal Flush, que solicitó el apoyo del gobierno español para permitir que los soldados heridos sean evacuados después de una invasión.
Para Vendetta, las tiendas fueron almacenadas en los puertos argelinos y las tropas aliadas recibieron mapas de las supuestas zonas de aterrizaje. Entre el 9 y el 11 de junio se llevó a cabo un ejercicio naval, en el que participaron sesenta buques, que incluía el embarque de miles de hombres y vehículos de la 91a División de Infantería de los Estados Unidos. El 11 de junio, las fronteras argelinas fueron cerradas, un precursor natural de la invasión.
El engaño no pudo mantenerse por mucho tiempo. Los portaaviones británicos Indomitable y Victorious, que habían formado una parte clave del engaño naval, partieron hacia el Océano Índico. Mientras tanto, la 91a División se desplegó en Italia. A partir del 24 de junio los aliados decidieron acabar con Vendetta argumentando que debido a las fuerzas alemanas que permanecían en el sur de Francia (que debían desplazarse a Normandía) la invasión había sido retrasada.

### Turpitude
La fase final de Zeppelin recibió el nombre clave de Turpitude, consistiría en una invasión terrestre de Grecia por las tropas británicas a través de Turquía y la Unión Soviética a través de Bulgaria. Fue planeado en su mayor parte por Michael A. Crichton miembro de las 'A' Force en El Cairo. Los esfuerzos para Turpitude se centraron en Siria, y alrededor de los puertos de Trípoli y Latakia. Los aliados esperaban iniciar un ataque contra la isla de Rodas antes del ataque principal contra Salónica. Turpitude terminó el 26 de junio y Zeppelin oficialmente llegó a su fin el 6 de julio de 1944.
Turpitude fue iniciada a través de engaños visuales en Siria por las tres fuerzas armadas. La RAF realizó vuelos de reconocimiento a través de los supuestos objetivos, mientras que la Armada estableció instalaciones importantes en los puertos costeros sirios (cañones antiaéreos, luces de búsqueda y otros objetos que podrían ocultar la actividad principal). A lo largo de la frontera turca, el noveno ejército británico (la pequeña fuerza que protegía a Siria), la 31ª División de blindados de la India y la 20.ª División Blindada (una división falsa, en realidad los tanques ficticios de la 24ª Brigada Blindada de Jones).  El engaño político, a través de Royal Flush, también se utilizó para insinuar fuertemente las acciones aliadas en la región.

## Impacto
Los Aliados consideraron que Zeppelin había logrado su objetivo principal de detener a las fuerzas alemanas en la región hasta después de la invasión de Normandía, aunque no parecía convencer al alto mando alemán de que los desembarcos Aliados ocurrirían en el Mediterráneo. En cambio, Zeppelin ayudó a los Aliados a lograr su objetivo al convencer a los alemanes de la amenaza de pequeñas invasiones, deteniéndolos de eliminar las fuerzas defensivas. De acuerdo con Jacob Field, la operación detuvo con éxito a 25 divisiones en posiciones defensivas en la región.
La operación afectó el análisis alemán de la fuerza de tropas aliadas. A principios de 1944 los aliados tenían 38 divisiones en la región, pero el plan de batalla alemán identificó hasta 71. Ya sea directamente relacionado con Zeppelin o no, las fuerzas alemanas permanecieron en el Mediterráneo hasta mayo de 1944, y por lo tanto no estaban disponibles para reforzar Normandía en junio.
Con Vendetta los aliados pueden haber sobrevendido el engaño. Los engaños de Vendetta, junto con las propuestas políticas en España (Operación Royal Flush), crearon lo que la inteligencia alemana llamó "abundancia de informes alarmantes". Sin embargo, estos fueron evaluados como engañosos, probablemente debido a su volumen. A mediados de junio, el mando alemán decidió que, si bien los Aliados tenían suficientes tropas en el norte de África para realizar una invasión, carecían de embarcación para emprender la operación. A pesar de ello, los informes habían mantenido suficiente credibilidad a finales de mayo y principios de junio que, en vísperas de los aterrizajes de Normandía, las divisiones alemanas se desplegaron en posiciones defensivas a lo largo de la costa sur. Las tropas no comenzaron a moverse hacia el norte hasta junio y julio.
Turpitude tuvo un impacto en Turquía, con informes a principios de junio de discusión dentro de las esferas políticas y militares del país. El 10 de junio, el embajador alemán en Turquía informó que el gobierno estaba preocupado por la posibilidad de que los aliados utilizaran el país como punto de partida. El informe del embajador, que incluía detalles de la acumulación militar aliada en la zona, fue tratado con escepticismo por el alto mando alemán que no pudo verificar parte de la información. Sin embargo, el aparato de inteligencia alemán emitió advertencias sobre las probables operaciones aliadas en la región y pidió "una vigilancia excepcional" de las fuerzas allí estacionadas.